# Jack Keane 2: The Fire Within
Jack Keane 2: The Fire Within è un videogioco di genere avventura grafica sviluppato dalla Deck13 Interactive e pubblicato dalla Nordic Games a partire dal 28 giugno 2013. Il videogioco, inedito in Italia, è il seguito di Jack Keane: Al riscatto dell'Impero britannico (2007).

## Trama
Jack Keane viene a conoscenza dell'esistenza di un misterioso amuleto, che secondo la leggenda sarebbe capace di condurre a un gigantesco tesoro; durante la sua ricerca Jack viene aiutato da Amanda, ragazza che aveva conosciuto durante la sua precedente avventura e di cui si era innamorato. Ad Amburgo Jack fa la conoscenza di Carl ed Eve, rispettivamente un ingegnere e una fotografa, che tuttavia sembra nascondere alcuni segreti. I quattro partono così per l'Africa, per svelare il mistero dell'amuleto.